# Rivendicazioni territoriali in Antartide

Carta delle rivendicazioni territoriali in Antartide.

Alcune nazioni affermano rivendicazioni territoriali in Antartide; un totale di sette nazioni rivendicano diritti territoriali su otto aree di questo continente e, per dare forza a tali pretese, tendono a collocare le loro installazioni scientifiche antartiche all'interno di queste zone.
|           |           |      |         |          |               |             |
| Argentina | Australia | Cile | Francia | Norvegia | Nuova Zelanda | Regno Unito |

Spesso è stato affermato che il Trattato Antartico ha rimandato o sospeso tali rivendicazioni, tuttavia l'articolo IV del trattato, che parla della questione delle rivendicazioni territoriali, specifica chiaramente che le rivendicazioni precedenti alla stipula dell'accordo non rientrano nel suo alveo di applicazione.

## Trattato Antartico
Il Trattato Antartico stabilisce che la firma del contratto
- non è una rinuncia alle precedenti rivendicazioni territoriali;
- non riguarda i fondamenti delle rivendicazioni fatte come risultato delle attività dei paesi firmatari in Antartide;
- non riguarda i diritti di uno stato sotto consuetudine a riconoscere od a rifiutare di riconoscere qualunque altra rivendicazione territoriale.

Il medesimo trattato dice a proposito delle rivendicazioni territoriali che
- nessuna attività esistita da dopo il 1961 può essere il fondamento di rivendicazioni territoriali;
- non può essere fatta nessuna nuova rivendicazione territoriale;
- nessuna rivendicazione già esistente può essere ampliata.

Gli Stati Uniti d'America e l'Unione Sovietica hanno dichiarato che in futuro si riservano il diritto di fare rivendicazioni, posizione ereditata anche dalla Russia. Il Brasile ha proposto invece di delimitare i territori usando i meridiani.
In generale le rivendicazioni territoriali sotto il 60º parallelo sud sono sostenute solo dalle nazioni stesse che le hanno fatte. Anche se le rivendicazioni sono spesso segnate sulle mappe dell'Antartide, questo non costituisce un riconoscimento di diritto.
Tutti i territori rivendicati eccetto l'Isola Pietro I sono settori i cui confini sono stabiliti mediante gradi di longitudine. Per quanto riguarda la latitudine il confine settentrionale è stato stabilito al 60º parallelo sud, che non taglia nessuna terra ed è anche il limite settentrionale del Trattato Antartico. Il confine meridionale di tutti i settori è in un unico punto, il Polo Sud. Soltanto il settore norvegese fa eccezione: la rivendicazione originale del 1930 non specifica nessun confine settentrionale e meridionale, quindi il territorio è definito solo dai confini occidentale ed orientale.

## Lista delle rivendicazioni territoriali in Antartide
Sette stati sovrani hanno fatto otto rivendicazioni territoriali in Antartide sotto il 60º parallelo sud prima del 1961. Queste rivendicazioni sono riconosciute solo dalle nazioni stesse che le hanno fatte.
Nessun territorio rivendicato ha una popolazione indigena.

### Rivendicazioni ufficiali
| Bandiera                | Territorio | Rivendicatore | Data                | Estensione                                     | Mappa |
| ----------------------- | --- | ------------- | ------------------- | ---------------------------------------------- | ----- |
|                         | Territorio Antartico Britannico (Territorio d'oltremare britannico)                                             | Regno Unito   | 1908                | 020°00'O > 080°00'O                            |       |
|                         | Dipendenza di Ross                                                                                              | Nuova Zelanda | 1923                | 150°00'O > 160°00'E                            |       |
|                         | Terra Adelia (distretto delle Terre Australi e Antartiche Francesi)                                             | Francia       | 1924                | 142°20'E > 136°11'E                            |       |
|                         | Territorio Antartico Australiano (territorio esterno australiano)                                               | Australia     | 1933                | 160°00'E > 142°02'E 136°11'E > 044°38'E        |       |
|                         | Isola Pietro I                                                                                                  | Norvegia      | 1929                | 068°50'00"S 090°35'00"O                        |       |
| Terra della Regina Maud | 1939 | Norvegia      | 044°38'E > 020°00'O |                                                |       |
|                         | Territorio antartico cileno                                                                                     | Cile          | 1940                | 053°00'O > 090°00'O                            |       |
|                         | Antartide argentina (dipartimento della provincia di Terra del Fuoco, Antartide e Isole dell'Atlantico del Sud) | Argentina     | 1904                | 025°00'O > 074°00'O                            |       |
|                         | Terra di Marie Byrd Territorio non rivendicato                                                                  | Nazioni Unite | 1961                | 090°00'O > 150°00'O (eccetto l'Isola Pietro I) |       |

Le Isole Orcadi Meridionali sono nel territorio rivendicato dall'Argentina e dal Regno Unito; le Isole Shetland Meridionali sono nel territorio rivendicato da Argentina, Cile e Regno Unito. Il Regno Unito, la Francia, l'Australia, la Nuova Zelanda e la Norvegia riconoscono reciprocamente tutte le rivendicazioni che non si sovrappongono ovvero escludendo le rivendicazioni di Cile e Argentina. Fino al 1947 i territori antartici australiani e la Terra di Ross erano parte del territorio antartico dell'Impero britannico.
Prima del 1962 il Territorio Antartico Britannico era una dipendenza delle Isole Falkland e includeva anche la Georgia del Sud e Isole Sandwich Australi. L'area antartica divenne poi un territorio britannico d'oltremare in seguito alla ratifica del Trattato Antartico. La Georgia del Sud e isole Sandwich meridionali sono rimaste dipendenti dalle Isole Falkland fino al 1985 quando anche loro diventarono un territorio d'oltremare separato.

### Rivendicazioni non ufficiali

I territori brasiliani, inclusa la rivendicazione in Antartide.

| Bandiera | Territorio                       | Rivendicatore | Data            | Estensione                              | Mappa |
| -------- | -------------------------------- | ------------- | --------------- | --------------------------------------- | ----- |
|          | Territorio Antartico Ecuadoriano | Ecuador       | 1967-oggi       | 083°30'O > 096°30'O                     | Mappa |
|          | Antartide uruguayano             | Uruguay       | 1968-oggi       | 000°00'O > 025°00'O                     |       |
|          | Territorio Antartico Peruviano   | Perù          | 1976-1981 -oggi | 075°40'O > 081°20'O 084°00'O > 090°00'O | Mappa |
|          | Antartide Brasiliana             | Brasile       | 1986-oggi       | 028°00'O > 053°00'O                     |       |
|          | Antartide Iraniano               | Iran          | 2012-oggi       | 059°50'E > 063°14'E                     |       |

### Rivendicazioni dei Paesi Sud Americani
Therezinha de Castro nel suo libro "Antártica: Teoria da Defrontação" prevede la delimitazione e assegnazione dei territori antartici utilizzando i meridiani e, pertanto legittimerebbe rivendicazioni da parte di 6 Stati sudamericani:
| Bandiera | Territorio | Rivendicatore | Data      | Estensione                | Mappa |
| -------- | --- | ------------- | --------- | ------------------------- | ----- |
|          | Territorio Antartico Ecuadoriano                                                                                | Ecuador       | 1947-oggi | 090°00'00"O > 081°19'49"O | Mappa |
|          | Territorio Antartico Peruviano                                                                                  | Perù          | 1947-oggi | 081°19'49"O > 080°50'15"O | Mappa |
|          | Territorio antartico cileno                                                                                     | Cile          | 1947-oggi | 080°50'15"O > 067°16'50"O | Mappa |
|          | Antartide argentina (dipartimento della provincia di Terra del Fuoco, Antartide e Isole dell'Atlantico del Sud) | Argentina     | 1947-oggi | 067°16'50"O > 056°39'53"O | Mappa |
|          | Antartide uruguayano                                                                                            | Uruguay       | 1947-oggi | 056°39'53"O > 053°22'10"O | Mappa |
|          | Antartide Brasiliana                                                                                            | Brasile       | 1947-oggi | 053°22'10"O > 024°00'00"O | Mappa |

### Rivendicazioni passate
| Bandiera | Territorio                       | Rivendicatore                                                   | Data            | Estensione                                | Mappa |
| -------- | -------------------------------- | --------------------------------------------------------------- | --------------- | ----------------------------------------- | ----- |
|          | Tierra firme Antartica           | Regni Cattolici spagnoli (Regno d'Aragona e Regno di Castiglia) | 1493-1494 -1529 | 038°00'O > 142°00'E 046°00'O > 134°00'E   |       |
|          | Terra firme Antártica            | Regno del Portogallo                                            | 1493-1494 -1529 | 142°00'E > 038°00'O 134°00'E > 046°00'O   |       |
|          | Tierra firme Antartica           | Regno delle Spagne e delle Indie                                | 1529-...        | 038°00'O > 142°00'E                       |       |
|          | Terra firme Antártica            | Regno del Portogallo                                            | 1529-...        | 142°00'E > 038°00'O                       |       |
|          | Yamato Yukihara                  | Giappone                                                        | 1912-1945       | (156°37'O - 080°05'S) Barriera di Ross    |       |
|          | Nuova Svevia                     | Germania nazista                                                | 1939-1945       | (004°00'E > 016°00'O) 013°00'E > 022°00'O |       |
|          | Territorio Antartico Sudafricano | Sudafrica                                                       | 1963-1993       | 020°00'O > 045°00'E                       |       |

### Isole subantartiche
Quattro isole situate al di sopra del 60º parallelo sud sono a volte associate al continente antartico. Nessuno di questi territori ha una popolazione indigena.
| Bandiera | Territorio                                                                   | Rivendicatore | Data | Estensione                    | Mappa |
| -------- | ---------------------------------------------------------------------------- | ------------- | ---- | ----------------------------- | ----- |
|          | Isola Bouvet (territorio d'oltremare norvegese)                              | Norvegia      | 1930 | 054°25'19.99"S 003°21'29.99"E |       |
|          | Terre Australi e Antartiche Francesi (territorio d'oltremare francese)       | Francia       | 1955 | 049°15'00"S 069°10'01"E       |       |
|          | Isole Heard e McDonald (territorio d'oltremare australiano)                  | Australia     | 1947 | 053°60'00"S 073°31'00"E       |       |
|          | Georgia del Sud e Isole Sandwich Australi (territori d'oltremare britannici) | Regno Unito   | 1955 | 054°15'00"S 036°45'00"O       |       |